# Rock in Japan
Rock in Japan —conocido también como Rock in Japan '97 y Rock in Japan: Greatest Hits— es un álbum en vivo de la banda estadounidense de hard rock Night Ranger y fue lanzado en 1997 por Zero Corporation y en 1998 por Cleopatra Records/Deadline Music.

## Grabación y publicación
La grabación de este disco fue realizada durante la gira de Neverland en Japón, entre abril y junio de 1997. El lanzamiento de Rock in Japan se realizó primeramente en el país del sol naciente, en el mes de julio de 1997, mientras que en América y Europa se publicó casi un año después, el 30 de junio de 2008.

## Recepción
Al igual que las últimas producciones de la banda, el álbum tuvo buen recibimiento en Japón,  alcanzando el 77.º lugar en las listas del Oricon, en el año de 1997.
Greg Prato, editor de Allmusic, realizó una crítica a este álbum en directo, comenzando con la historia de la agrupación y su éxito en el país nipón.  En lo que al disco se refiere, Prato destaca la actuación del grupo, mencionando que se apegan más a su característico hard rock y no a otros subgéneros musicales como el nu metal y rap metal.

## Lista de canciones
| N.º     | Título                            | Escritor(es)                                  | Duración |  |
| 1.      | «Neverland»                       | Jack Blades / Dean Grakal / Mark Hudson       | 4:09     |  |
| 2.      | «Touch of Madness»                | Jack Blades                                   | 4:53     |  |
| 3.      | «My Elusive Mind»                 | Blades / Pat MacDonald / Mark Edward C. Nevin | 3:58     |  |
| 4.      | «Sing Me Away»                    | Blades / Kelly Keagy                          | 4:07     |  |
| 5.      | «Someday I Will»                  | Blades / Keagy / Gary Burr                    | 4:02     |  |
| 6.      | «Brad Gillis Guitar Solo»         | Brad Gillis                                   | 1:29     |  |
| 7.      | «Rumours in the Air»              | Jack Blades                                   | 4:36     |  |
| 8.      | «Jeff Watson Guitar Solo»         | Jeff Watson                                   | 2:11     |  |
| 9.      | «Eddie's Comin' Out Tonight»      | Jack Blades                                   | 4:56     |  |
| 10.     | «Sentimental Street»              | Jack Blades                                   | 3:55     |  |
| 11.     | «Goodbye»                         | Blades / Jeff Watson                          | 3:16     |  |
| 12.     | «Forever All Over Again»          | Blades / Chuck Cannon                         | 4:50     |  |
| 13.     | «Slap Like Being Born»            | Blades / Keagy / Burr                         | 3:49     |  |
| 14.     | «When You Close Your Eyes»        | Blades / Gillis / Alan Fitzgerald             | 4:32     |  |
| 15.     | «New York Time»                   | Blades / Keagy / Watson                       | 4:36     |  |
| 16.     | «Don't Tell Me You Love Me»       | Jack Blades                                   | 5:14     |  |
| 17.     | «Sister Christian»                | Kelly Keagy                                   | 5:16     |  |
| 18.     | «(You Can Still) Rock in America» | Blades / Gillis                               | 5:57     |  |
| 1:15:46 |                                   |                                               |          |  |

## Créditos

### Night Ranger
- Jack Blades — voz principal, coros y bajo.
- Kelly Keagy — voz principal, coros y batería
- Brad Gillis — guitarra y coros.
- Jeff Watson — guitarra y coros.
- Alan Fitzgerald — teclados.

### Personal de producción
- Ron Nevison — productor y mezcla.
- Doug Gherna — ingeniero de audio.
- Yoshiyasu Kumada — ingeniero de audio.
- Mark Newman — técnico de guitarra y escenario.
- James Blades — técnico de escenario.
- Richard Fisher — técnico de escenario.
- Keith Marks — administración.
- Osamu Suzuki — fotógrafo.

## Posicionamiento
| Año  | País  | Lista               | Posición máxima |
| ---- | ----- | ------------------- | --------------- |
| 1997 | Japón | Oricon Albums Chart | 77.º            |